# مفكرة توم ريدل
مفكرة توم ريدل هي غرض سحري خيالي ظهر في كتاب هاري بوتر وحجرة الأسرار من سلسلة هاري بوتر للمؤلفة البريطانية ج. ك. رولنغ.

وجد هاري بوتر ورون ويزلي المفكرة في حمام ميرتل النائحة، واقتنع هاري بأن المفكرة ذات الصفحات التي تبدو فارغة ليست كما يظهر ليكتشف في النهاية أنها عمل سحري فائق عندما كتب فيها، ورد عليه توم ريدل التلميذ في هوجوورتس قبل خمسين عاماً. 

== خلفية المفكرة في الكتاب
كان (اللورد فولدموت) كان يريد ان يقتل هاري لكنه لم يستطع

## قدرات المفكرة السحرية
قوة الكتاب
تتمثل قوة الكتاب في العودة إلى الماضي فراينا في الجزاء الثاني من هاري بوتر (غرفة الاسرار) ان هاري بوتر بدا في تصفح الكتاب والكتابة فيه فاعاده الكتاب للماضي واراه ماذا حدث بشان غرفة الاسرار